# Tawny Cypress
Tawny Cypress (ur. 8 sierpnia 1976 w New Jersey) – amerykańska aktorka. Jej matka jest pół-Węgierką, pół-Niemką, a ojciec Afroamerykaninem z korzeniami indiańskimi. Wciela się w rolę Simone Deveaux w serialu Herosi. Występowała w wielu produkcjach telewizyjnych oraz na scenie. Jej starszy brat Toby Cypress jest artystą komiksowym.